# 함정과 진자 (1961년 영화)
《함정과 진자》(영어: The Pit and the Pendulum)는 미국에서 제작된  1961년 공포 영화이다. 로저 코먼이 연출과 제작을 맡고, 빈센트 프라이스 등이 출연하였다.

## 출연진
- 빈센트 프라이스
- 존 카
- 바버라 스틸
- 루아나 앤더스
- 앤터니 카본
- 패트릭 웨스트우드

## 기타 제작진
- 미술: 대니얼 핼러
- 의상: 마저리 코소